# Enrico Reinach
Enrico Reinach (Torino, 3 agosto 1851 – Lanzo d'Intelvi, 19 agosto 1929) è stato un attore teatrale italiano.

## Biografia
Attore teatrale, frequenta l'Accademia dei Filodrammatici, sotto la guida di Amilcare Belotti. Nel 1870 viene scritturato nella Drammatica Compagnia Romana di A. Diligenti e P. Calloud. Il successo arriva nel biennio 1875-76, nella compagnia di L. Pezzana, dove recitava come `primo amoroso', ruolo che per le sue caratteristiche fisiche e di voce gli riusciva congeniale, tanto che si arrivò a definirlo l'eterno primattor giovane. Come primattore dal 1877 lavorò nelle compagnie Luigi Bellotti Bon, Francesco Pasta - assieme ala quale formò la Pasta-Garzes-Reinach e dove per 6 anni lavorò Tina Di Lorenzo -, Teatro Nazionale, Giovan Battista Marini, Virginia Marini e Pierina Giagnoni. 
Fa poi ditta con Virgilio Talli e si esibisce in testi brillanti - avendo in compagnia Virginia Reiter  nel 1894 -  fino a che nella stagione 1895-96, viene scritturato da Eleonora Duse per interpretare Armando nella Signora dalle camelie, durante una lunga tournée all'estero. Nel frattempo, nel 1891, aveva sposato Edvige Guglielmetti (Torino 1869 - ivi 1918), con la quale ebbe un duraturo sodalizio artistico e umano, e che assunse il nome di Edvige Reinach secondo il costume dell'epoca. 
Dopo essere tornato in Italia e aver lavorato per un breve periodo (1898-1900) con Emma Gramatica, nel 1901 fonda una compagnia con Vittorio Pieri - nella quale lavorerà anche Aristide Baghetti - la Reinach-Peri, promuovendo sua moglie come primattrice. Questo fu il periodo migliore per i Reinach che si distinsero nell'interpretazione del teatro romantico-borghese di fine Ottocento. Nel 1909 i Reinach furono scritturati dalla Stabile Romana, diretta da Ettore Paladini e dopo poco Enrico si ritirò dalle scene, intraprendendo la professione di insegnante all'Accademia dei Filodrammatici di Milano. Una delle rare partecipazioni di Edvige Reinach lontana dal marito fu nel 1904 in Salomè di Oscar Wilde.